# Videojoc d'estratègia per torns

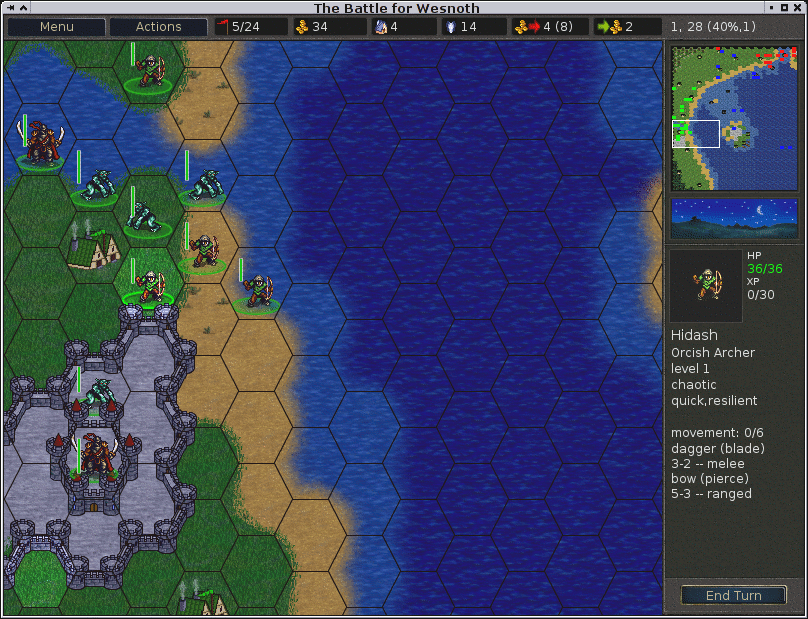
Battle for Wesnoth és un videojoc d'estratègia per torns.

Un joc d'estratègia per torns, també conegut per la seva sigla en anglès TBS (turn-based strategy), és un videojoc el flux del qual es divideix en parts ben definides i visibles anomenades torns o rondes. Per exemple, quan la unitat de fluix|flux del joc és el temps, els torns representen unitats de temps, com a anys, mesos, setmanes, o dies. Un jugador d'un joc d'estratègia per torns disposa d'un període d'anàlisi abans de perpetrar l'acció del joc, assegurant una separació entre el flux del joc i el procés de pensament, de manera que per torns ens porta presumiblement a millors solucions. Una vegada cada jugador ha pres el seu torn, aquesta ronda de joc ha acabat, i comença la següent ronda de joc.
En aquests el temps de joc no transcorre de forma contínua (com succeeix en un videojoc d'estratègia en temps real), al per torns, de forma similar en escacs, dames o d'altres jocs de taula.
En general, aquest tipus de jocs tenen menys acció i menor detall gràfic que els d'estratègia en temps real, però al seu torn permeten concentrar-se més en l'estratègia i dependre menys de l'agilitat del jugador.

## Sistemes de joc
El sistema més usual en els jocs d'estratègia per torns és l'"IGOUGO", de l'anglès I go, you go (jo vaig, tu vas), en el que un jugador juga el seu torn, mou les seves unitats i després de finalitzar el torn es passa al següent jugador.
Una alternativa menys comuna és el sistema de torns "WeGo" (en anglès "nosaltres anem"). Les ordres es donen per torns però s'executen simultàniament. S'utilitza per exemple en alguns jocs de guerra tàctics (com la saga Combat Mission).

### De vegades per torns
Combinen fases de temps real amb d'altres per torns. Exemples d'això són la saga Total War o el clàssic Centurion.

### Táctica home a hombre
En aquest subgènere es controlen unitats individuals. Alguns exemples són la saga UFO/XCOM i Incubation o El Camí de la Glòria.

### Punts d'acció
Cada jugador té una sèrie de punts d'acció que invertir cada dia, pot fer més o menys accions, així es permet que no sempre guanyi qui més temps disponible té. Els torns es limiten als punts, que es poden augmentar amb determinats bonus.

## Exemples
Categoria principal: Videojocs d'estratègia per torns
- Utopia (1982)
- Warlords (1989)
- Civilization (1991)
- Battleship (1993)
- Lords of the Realm (1994)
- Heroes of Might and Magic (1995)
- Worms (1995)
- FreeCiv (1996)
- Domininions (2002)
- Ancient Chronicles (2014)